# راي أوستين (لاعب كرة قدم أمريكية)
راي أوستين (بالإنجليزية: Ray Austin)‏ هو لاعب كرة قدم أمريكية أمريكي، ولد في 21 ديسمبر 1974 في غرينزبورو في الولايات المتحدة.

## وصلات خارجية
- راي أوستين على موقع مرجع كرة القدم المحترفة.كوم (الإنجليزية)